# Siikajärvi (sjö i Lieksa, Norra Karelen)
Siikajärvi är en sjö i kommunen Lieksa i landskapet Norra Karelen i Finland. Sjön ligger 123 meter över havet. Den är 16,7 meter djup. Arean är 97 hektar och strandlinjen är 8,52 kilometer lång. Sjön  ingår i Vuoksens huvudavrinningsområde.   Den ligger omkring 88 kilometer norr om Joensuu och omkring 450 kilometer nordöst om Helsingfors. 